# Andry Dávila
Andry José Dávila Barón (ur. 16 lipca 1993) – wenezuelski zapaśnik w stylu wolnym. Brązowy medalista mistrzostw panamerykańskich w 2014. Panamerykański mistrz juniorów w 2012 i 2013 roku.